# Јианвен (династија Минг)
Цар Јианвен (кинески: 建文帝; пинјин: Јианвен Ди; рођен 5. децембра 1377-31. јула 1402) је био други цар династије Минг, владао је од 1398. до 1402. године. Његово лично име је било Џу Иунвен (朱允炆). Назив ере његове владавине, Јианвен, значи „успостављање уљудности“ и представљао је велику промену од Хонгвуа („велико борбени“), назива ере владавине његовог деде и претходника, цара Хонгву-а. Његова владавина није дуго трајала: покушај да обузда своје ујаке довео је до побуне Ђингана. Цар Јианвен је на крају свргнуо једног од својих ујака, Џу Дија, који је тада устоличен као цар Ионгле. Иако је цар Ионгле представио угљенисано тело као Џу Јунвеново, деценијама су кружиле гласине да се цар Ђианвен прерушио у будистичког монаха и побегао из палате када су је запалиле снаге Џу Дија. Неки људи су спекулисали да је један од разлога зашто је цар Ионгле спонзорисао адмирала Џенг Хеа на његовим путовањима за благом почетком 15. века био то што је Џенг Хе тражио цара Јианвена, за кога се веровало да је преживео и побегао у југоисточну Азију. Неки историчари верују да је цар Јианвен заиста преживео и побегао из Нањинга, али су званичне историје династије Минг промењене касније током династије Ћинг да би задовољиле манџурске владаре.

## Младост
Џу Јунвенов отац, Џу Биао, био је најстарији син Џу Јуанџанга. Постављен је за престолонаследника 1368. након што је Џу Иуанџанг основао династију Минг и постао познат као цар Хонгву. Након што је Џу Биао умро 1392. године, цар Хонгву је у почетку размишљао да изабере наследника између својих других синова, који су имали значајан утицај у својим кнежевствима широм Минг царства. Међутим, након неколико месеци пажљивог разматрања и дискусије са својим поданицима, одлучио је да поштује строга правила која су наведена у упутствима његових царских предака и одредио је сина Џу Биаоа, Џу Јунвена, за новог престолонаследника.

## Владавина
Џу Јунвен је наследио свог деду након његове смрти 1398. и устоличен је као цар Јианвен. Једна од првих ствари које је урадио након што је преузео власт била је рехабилитација и ослобађање жртава (и њихових породица) чистки цара Хонгвуа, посебно оних који су допринели оснивању династије Минг. По савету конфучијанских научника-бирократа у његовој влади, наставио је политику свог деде да обуздава дворске евнухе и почео да одузима територију и власт од својих ујака. Током 1399. године, он је деградирао или ухапсио неколико својих ујака и чак је навео да један од њих изврши самоубиство.
Као одговор на сузбијање утицаја царских принчева од стране цара Јианвен, Џу Ди (принц од Иана и четврти син цара Хонгву) заузео је кнежевину свог 17. брата, Џу Куана (принца од Нинга), чиме се ставио у контролу већине војске Минг у северној Кини. Такође је добио подршку неколико монголских племена када је спалио Данинг, престоницу кнежевине Џу Куана, и евакуисао снаге Минга из кнежевине. Касније је Џу Ди глумио болест и лудило како би убедио цара Јианвен да ослободи тројицу његових синова, који су држани као таоци у Нанђингу како би спречио Џу Дија да се побуни против цара. Међутим, цар Јианвен постао је опрезан према Џу Дију и покушао је касније да га ухапси, али није успео. Џу Ди је тада покренуо кампању Јингнан против цара Јианвен.

## Пад са власти
Уз помоћ шпијуна евнуха и генерала превратника, Џу Ди је успео да заузме флоту Јангце војске Минг и уђе у главни град Нанђинг кроз отворену капију 1402. Кроз пропаганду, Џу Ди је покушао да себе прикаже као неког попут војводе од Џоуа, који је подржавао свог нећака, краља Ченга из династије Џоу, и водио рат против краљевих злих саветника. Џу Дијев улазак у Нањинг је скоро одмах праћен спаљивањем царске палате и представљањем три угљенисана тела идентификована као цар Јианвен, његова супруга и престолонаследник. Јианвен ера је тада проглашена неважећом и историјски записи о овој ери су систематски мењани или уништавани. Џу Ди се попео на трон као цар Ионгле и успоставио нову престоницу царства у Пекингу, некадашњој престоници своје кнежевине. Хиљаде научника и њихових породица које су се супротстављале цару Ионгле су погубљене – најпознатији су били Фанг Сјаору и још тројица запамћена као Четири мученика.
Постојале су гласине да је цар Јианвен успео да побегне из Нањинга прерушивши се у будистичког монаха. Неки записи извештавају да је годину дана након што је постао цар, цар Ионгле послао Џенг Хеа и Ху Јинга (胡濙) да потраже цара Јианвена. Године 1423. Ху се вратио и у приватном разговору известио цара Ионгле о својим налазима. Цар Ионгле је касније унапредио Хуа.
Неки делови историјског текста Историја Минга, ауторитативне историје династије Минг, помињу да је један од разлога зашто је цар Ионгле спонзорисао путовања адмирала Џенг Хеа са благом почетком 15. века био тај што је цар желео да Џенг Хе помогне тражио је цара Јианвена, за кога се веровало да је преживео и побегао у југоисточну Азију. Други записи говоре да се деценијама касније, цар Јианвен вратио у царску палату и провео остатак живота у пензији.
Три угљенисана тела која су представљена цару Ионгле нису била потпуно сахрањена и не постоји позната гробница цара Јианвен. У почетку му је ускраћено име за храм и остављен је непоштован у царским светиштима. Принц од Фуа, самопроглашени цар јужног Минга, дао је цару Јианвену храмско име Хуизонг (惠宗) 1644. године, али ово име се генерално не памти нити је прихваћено у званичним кинеским историјама. Цар Ионгле је променио многе историјске записе о цару Јианвену, али људи су и даље памтили љубазност Јианвена цара током његове четворогодишње владавине.